# Nothochromus maoricus
Nothochromus maoricus är en insektsart som beskrevs av Slater, Woodward och Robert Sweet 1962. Nothochromus maoricus ingår i släktet Nothochromus och familjen Artheneidae. Inga underarter finns listade i Catalogue of Life.